# Hypace (neveu d'Anastase)
Pour les articles homonymes, voir Hypace.
Hypace ou Hypatios (en latin Flavius Hypatius, en grec Ὑπάτιος ; mort le 19 janvier 532) est un noble byzantin de famille impériale. Commandant à l'est lors du règne de Justin Ier, il est choisi empereur par la foule lors de la sédition Nika contre Justinien.

## Biographie
Hypace est le neveu de l'empereur Anastase Ier, qui règne avant Justin. Il est également associé par le mariage à la gens Anicii, ce qui lui donne de sérieuses prétentions au diadème impérial. 
En 500 il est consul, et en 502 il participe à la guerre d'Anastase contre les Sassanides.
Hypace ne montre pas d'ambition particulière et il est bien traité, comme les autres neveux d'Anastase, par Justin et son successeur, Justinien.
À l'apogée de la sédition Nika, Hypace est avec ses frères Pompée et Probus (par conséquent d'autres neveux d'Anastase), parmi les premiers candidats au trône impérial. Alors qu'il devient clair que la foule souhaite un nouvel empereur, Probus fuit la ville, tandis qu'Hypace et Pompée vont s'abriter au Grand Palais, avec Justinien et le reste du Sénat byzantin. Les deux frères ne souhaitent pas se rebeller face à Justinien, craignant de ne pas avoir assez de support populaire.
Justinien, cependant, craignant une trahison, expulse le Sénat du Palais, poussant ainsi les deux frères dans les bras de la foule. Hypace est traîné hors de sa maison, malgré les efforts de sa femme pour l'empêcher, et est proclamé empereur par la foule rebelle à l'hippodrome. Il semble que par la suite, Hypace surmonte son rejet initial et commence à jouer le rôle d'empereur.
La Garde impériale réussit cependant à réprimer la révolte, et Hypace est capturé par les hommes de Justinien. Les sources racontent que Justinien souhaitait épargner la vie d'Hypace, mais sa femme Théodora arrive à le persuader de le condamner et l'usurpateur involontaire est exécuté.